# Bâtonnier
Dans les pays de culture francophone, le bâtonnier est le garant de la déontologie professionnelle des avocats inscrits à son Barreau.
Élu par ses pairs pour un mandat de deux ans, il a pour rôles :
- de présider l'Ordre des avocats ;
- d'être porte-parole des avocats auprès des pouvoirs publics ;
- d'arbitrer les conflits entre confrères ;
- de traiter les réclamations qui peuvent être portées contre eux ;
- de coordonner leur travail (ex : désignation des commis d'office, répartition des permanences...).

Au barreau de Paris, il portait traditionnellement un bâton cérémoniel lors des réunions de la confrérie de Saint-Nicolas ou de la confrérie de Saint Yves (saints patrons des juristes), d'où le terme "bâtonnier".

### Amérique
- Canada
  - Québec : voir bâtonnier du Québec

### Europe
- Belgique : voir bâtonnier (Belgique)
- France : voir bâtonnier (France)
- Suisse : voir bâtonnier (Suisse)